# Hayden Mullins
Hayden Ian Mullins est un footballeur anglais né le 27 mars 1979 à Reading. Il joue au poste de milieu pour Notts County.
Hayden Mullins a reçu trois sélections en équipe d'Angleterre des moins de 21 ans lors de l'année 1999.
Le 10 mai 2014 il est libéré par Birmingham City.

## Carrière
- 1998-oct. 2003 :  Crystal Palace FC
- oct. 2003-jan. 2009 :  West Ham United FC
- jan. 2009-2012 :  Portsmouth FC
  - mars 2012-2012 :  Reading FC (prêt)
- 2012-2014 :  Birmingham City

## Palmarès
- Finaliste de la Coupe d'Angleterre (FA Cup) en 2006 avec West Ham et en 2010 avec Portsmouth